# Éclimont
 (décembre 2012).
L’Éclimont est un ruisseau français, affluent de la Juine, qui coule dans le département de l'Essonne et la région Île-de-France.

## Géographie

### Cours
L'Éclimont prend sa source à Abbéville-la-Rivière et rejoint la Juine à Boissy-la-Rivière.

### Affluents
- La Marette (à Arrancourt).

## Activités économiques
La pêche à la mouche est pratiquée à la source de l'Éclimont,, notamment pour y capturer des truites.

## Départements et communes traversées
Abbéville-la-Rivière (source) ~ Arrancourt ~ Fontaine-la-Rivière ~ Saint-Cyr-la-Rivière ~ Boissy-la-Rivière (embouchure)

## Pour approfondir